# Anszowetka indyjska
Anszowetka indyjska, pisane też anchowetka indyjska (Stolephorus indicus) – gatunek ryby z rodziny sardelowatych (Engraulidae).

## Występowanie
Występuje od Morza Czerwonego i Południowej Afryki przez Zatokę Perską, Madagaskar, Mauritius po Hongkong, Morze Arafura północno-wschodnią Australię i Wyspy Samoa i Tahiti.
Żyje w płytkich, przybrzeżnych wodach na głębokości 20–50 m. Wstępuje do słonawych estuariów.

## Cechy morfologiczne
Osiąga przeciętnie 12 (maksymalnie 15,5) cm długości. 34–42 łuski wzdłuż linii bocznej. Żuchwa ostro zakończona, sięgająca do pierwszej pokrywy skrzelowej, tylna krawędź pierwszej pokrywy skrzelowej wypukła i zaokrąglona. Na brzuchu 2–6 ostro zakończonych małych tarczek. Na dolnej części pierwszego łuku skrzelowego 20–28 wyrostków filtracyjnych. W płetwie grzbietowej 15–17 promieni, w płetwie odbytowej 18–21 promieni, w płetwach brzusznych 7 promieni.
Ubarwienie jasnobrązowe, lekko przezroczyste, wzdłuż boku biegnie srebrzysta pręga, głowa również srebrzysta.

## Odżywianie
Żywi się zooplanktonem.

## Rozród
Ikra pelagiczna. Ziarenka ikry mają niewielki guzek, co nadaje im gruszkowaty kształt. W Zatoce Manilskiej stada żyjące w słonawych wodach wędrują do wód słonych, gdzie odbywają tarło i natychmiast wracają do wód słonawych.

## Znaczenie
W Indochinach poławiana gospodarczo (konserwy), na południowym Pacyfiku bywa używana jako przynęta przy połowie tuńczyków, chociaż jest bardzo delikatna.